# RS-132
Pour les articles homonymes, voir Route 132.
La RS-132 est une route locale qui relie Nord-Ouest au Nord-Est de l'État du Rio Grande do Sul, la RS-324, à partir de la municipalité de Vila Maria, à la RS-332, sur la commune d'Arvorezinha. Elle dessert Vila Maria, Camargo, Nova Alvorada, Itapuca et Arvorezinha, et est longue de 57,030 km.